# Phalanta araca
Phalanta araca är en fjärilsart som beskrevs av Waterhouse. Phalanta araca ingår i släktet Phalanta och familjen praktfjärilar. Inga underarter finns listade i Catalogue of Life.